# Список локальних версій телевізійної гри «Хто хоче стати мільйонером?»
Хто хо́че ста́ти мільйоне́ром? — міжнародна телевізійна гра франшизи британського походження. Уперше вийшла в ефір на британському телеканалі ITV 4 вересня 1998 року. Список містить 93 міжнародних версій телевікторини «Хто хоче стати мільйонером?».
Умовні позначення:
     Діють тепер  
     Закриті  
| Країна/регіон                              | Назва                                                | Ведучий                                                                            | Телеканал                         | Головний приз                                                | Прем'єра                                                   | Закрита                                            | Формат |
| ------------------------------------------ | ---------------------------------------------------- | ---------------------------------------------------------------------------------- | --------------------------------- | ------------------------------------------------------------ | ---------------------------------------------------------- | -------------------------------------------------- | --- |
| Австралія                                  | Who Wants To Be A Millionaire?                       | Едді Макгвайр                                                                      | Nine Network                      | A$1,000,000 A$5,000,000 (2007)                               | 18 квітня 1999                                             | 6 березня 2010                                     | Оригінальний формат і формат із 16-ма запитаннями (2007)                                                       |
| Австралія                                  | Мільйонер — Гаряче крісло                            | Едді Макгвайр                                                                      | Nine Network                      | A$1,000,000                                                  | 20 квітня 2009                                             |                                                    | Формат «Гаряче крісло»                                                                                         |
| Австрія                                    | Alles ist möglich — Die 10-Millionen Show            | Райнхард Фендрік                                                                   | ORF                               | öS10,000,000                                                 | 24 січня 2000                                              | 31 грудня 2001                                     | Ризиковий формат                                                                                               |
| Австрія                                    | Die Millionenshow                                    | Барбара Штекль Армін Ассінгер                                                      | ORF                               | €1,000,000                                                   | 1 січня 2002                                               |                                                    | Ризиковий формат                                                                                               |
| Азербайджан                                | Milyonçu - Dövlətli olmaq istərdinmi                 | Азер Ахшем Ільхаміє Рзаєва                                                         | Lider TV                          | 100,000,000 man.                                             | 2002                                                       | 2007                                               | Оригінальний формат                                                                                            |
| Албанія і Косово                           | Kush do të bëhet milioner?                           | Ветон Ібрагімі Фегмі Фераті Агрон Ллакай                                           | TV Klan                           | €50,000                                                      | 15 грудня 2008                                             | 30 липня 2012                                      | Оригінальний формат                                                                                            |
| Тільки Деми                                |                                                      |                                                                                    |                                   |                                                              |                                                            |                                                    | |
| Ангола                                     | Quem quer ser milionário?                            | Жорже Антунеш                                                                      | TV Zimbo                          | 3,000,000Kz                                                  | 2009                                                       | Невідомо                                           | Оригінальний формат                                                                                            |
| Магриб                                     | من سيربح المليون؟                                    | Рашид Ель-Уалі                                                                     | Nessma TV                         | €500,000                                                     | 22 серпня 2009                                             | 3 вересня 2010                                     | Оригінальний формат                                                                                            |
| Арабський світ                             | من سيربح المليون؟                                    | Джордж Курдаї                                                                      | MBC 1                             | SR1,000,000                                                  | 27 листопада 2000 12 січня 2010                            | Травень 2004 3 серпня 2010                         | Формат з 12-ма запитаннями (з 4 підказками)                                                                    |
| Арабський світ                             | من سيربح 2 مليون؟                                    | Джордж Курдаї                                                                      | MBC 1                             | SR2,000,000                                                  | 15 листопада 2005                                          | Червень 2007                                       | Оригінальний формат (з 4 підказками)                                                                           |
| Арабський світ                             | المليونير - الحلقة الأقوى                            | Мейса Магрибу                                                                      | Dubai TV                          | AED1,000,000                                                 | 17 квітня 2013                                             | 12 січня 2014                                      | Формат «Гаряче крісло»                                                                                         |
| Аргентина                                  | ¿Quién quiere ser millonario?                        | Хуліан Вейч                                                                        | El Trece                          | AR$1,000,000                                                 | Травень 2001                                               | Грудень 2001                                       | Оригінальний формат                                                                                            |
| Афганістан (пушту)                         | څوك غواري چې شي میلیونر؟                             | Ерієн Хан Наджіба Файз                                                             | Shamshad TV ATN                   | Af.1,000,000                                                 | 17 жовтня 2008                                             |                                                    | Оригінальний формат                                                                                            |
| Афганістан (перською)                      | کی ميخواهد میلیونر شود؟                              | Валід Соррор Хатера Юсуфі                                                          | ATN                               | Af.1,000,000                                                 | 25 червня 2010                                             |                                                    | Оригінальний формат                                                                                            |
| Бангладеш                                  | কে হতে চায় কোটিপতি                                         | Асадуззаман Нур                                                                    | Desh TV                           | ৳10,000,000                                                  | 10 липня 2011                                              | 2 листопада 2011                                   | Оригінальний формат                                                                                            |
| Бельгія (французькою)                      | Qui sera millionnaire?                               | Ален Сімонс                                                                        | RTL                               | 10,000,000BFr. €1,000,000                                    | 1999 2002 2009                                             | 2001 2008 Невідомо                                 | Оригінальний формат                                                                                            |
| Бельгія (голландською)                     | Wie wordt multimiljonair?                            | Вальтер Гротерс                                                                    | VTM                               | 20,000,000BEF                                                | 1999                                                       | 2002                                               | Оригінальний формат                                                                                            |
| Бельгія (голландською)                     | Wie wordt euromiljonair?                             | Вальтер Гротерс                                                                    | VTM                               | €1,000,000                                                   | 2002                                                       | 2006                                               | Оригінальний формат                                                                                            |
| Стаф Коппенс                               |                                                      |                                                                                    |                                   |                                                              |                                                            |                                                    | |
| Болгарія                                   | Кой иска да стане богат                              | Нікі Кунчев                                                                        | Nova                              | 100,000лв                                                    | 12 травня 2001                                             |                                                    | Формат із 12-ма запитаннями                                                                                    |
| Михайло Білалов                            |                                                      |                                                                                    |                                   |                                                              |                                                            |                                                    | |
| Велика Британія                            | Who Wants to Be a Millionaire?                       | Кріс Террент Джеремі Кларксон                                                      | ITV                               | £1,000,000                                                   | 4 вересня 1998                                             | 11 лютого 2014                                     | Оригінальний формат, формат з 12-ма запитаннями та формат гри на час                                           |
| Венесуела                                  | ¿Quién quiere ser millonario?                        | Еладіо Ларес                                                                       | RCTV                              | Bs.100,000,000 Bs.200,000,000 Bs.F200,000                    | 23 серпня 2000                                             | 20 січня 2010                                      | Ризиковий формат                                                                                               |
| Венесуела                                  | ¿Quién quiere ser millonario?                        | Еладіо Ларес                                                                       | Televen                           | Bs.F250,000 Bs.F300,000 Bs.F400,000                          | 8 травня 2011 March 4, 2012                                | 27 листопада 2011                                  | Ризиковий формат                                                                                               |
| В'єтнам                                    | Ai Là Triệu Phú                                      | Лай Ван Сем                                                                        | VTV3                              | ₫150,000,000                                                 | January 4, 2005 July 5, 2011                               | August 31, 2010                                    | Оригінальний формат                                                                                            |
| В'єтнам                                    | Ai Là Triệu Phú - Ghế nóng                           | Лай Ван Сем                                                                        | VTV3                              | ₫120,000,000                                                 | 7 вересня 2010                                             | 28 липня 2011                                      | Формат «Гаряче крісло»                                                                                         |
| Вірменія                                   | Ո՞վէ ուզում դառնալ միլիոնատեր                        | Ашот Адамян Марк Саґателян Армен Саґателян Авет Барсеґян                           | Shant TV                          | դր.5,000,000                                                 | 2003                                                       |                                                    | Оригінальний формат (з 4 підказками)                                                                           |
| Вірменія                                   | Ո՞վէ ուզում դառնալ միլիոնատեր                        | Єгор Глумов                                                                        | Shant TV                          | դր.5,000,000                                                 | 2003                                                       |                                                    | Оригінальний формат (з 4 підказками)                                                                           |
| Вірменія                                   | Ո՞վէ ուզում դառնալ միլիոնատեր                        | Авет Барсеґян                                                                      | Shant TV                          | դր.5,000,000                                                 | 1 травня 2011                                              | 19 листопада 2011                                  | Оригінальний формат (з 4 підказками)                                                                           |
| Вірменія                                   | Ո՞վէ ուզում դառնալ միլիոնատեր                        | Авет Барсеґян                                                                      | Shant TV                          | դր.5,000,000                                                 | 20 листопада 2011                                          |                                                    | Оригінальний формат (з 4 підказками)                                                                           |
| Гана                                       | Who Wants to Be Rich?                                | Кафуї Дей                                                                          | GTV                               | ₵50,000                                                      | Жовтень 2009                                               | Невідомо                                           | Оригінальний формат                                                                                            |
| Гондурас                                   | ¿Quién quiere ser millonario?                        | Хуан Карлос Пінеда                                                                 | Televicentro                      | L1,000,000                                                   | 2 липня 2012                                               |                                                    | Оригінальний формат                                                                                            |
| Гонконг                                    | 百萬富翁                                             | Кеннет Чан                                                                         | ATV                               | HK$1,000,000                                                 | 2001                                                       | 2005                                               | Оригінальний формат                                                                                            |
| Стівен Чан                                 |                                                      |                                                                                    |                                   |                                                              |                                                            |                                                    | |
| Греція та Кіпр                             | Ποιος Θέλει Να Γίνει Εκατομμυριούχος?                | Спірос Пападопулос                                                                 | Mega                              | ₯50,000,000                                                  | 4 жовтня 1999                                              | 2002                                               | Оригінальний формат                                                                                            |
| Греція та Кіпр                             | Ποιος Θέλει Να Γίνει Εκατομμυριούχος?                | Спірос Пападопулос                                                                 | Mega                              | €150,000                                                     | 4 жовтня 1999                                              | 2002                                               | Оригінальний формат                                                                                            |
| Греція та Кіпр                             | Ποιος Θέλει Να Γίνει Εκατομμυριούχος?                | Спірос Пападопулос                                                                 | NET                               | 2002                                                         | 2005                                                       |                                                    | Оригінальний формат                                                                                            |
| Греція та Кіпр                             | Ποιος Θέλει Να Γίνει Εκατομμυριούχος?                | Теодоріс Атерідіс                                                                  | NET                               | 2002                                                         | 2005                                                       |                                                    | Оригінальний формат                                                                                            |
| Греція та Кіпр                             | Ποιος Θέλει Να Γίνει Εκατομμυριούχος?                | Alpha TV                                                                           | €200,000                          | 2005                                                         | 2006                                                       |                                                    | Оригінальний формат                                                                                            |
| Янніс Зуганеліс=TBA                        |                                                      |                                                                                    |                                   |                                                              |                                                            |                                                    | |
| Грузія                                     | ვის უნდა ოცი ათასი?                                  | Дімітрі Схіртладзе                                                                 | Rustavi 2                         | 20,000ლ                                                      | 2001                                                       | 2005                                               | Оригінальний формат (з 4 підказками)                                                                           |
| Грузія                                     | ვის უნდა ოცი ათასი?                                  | Мамука Гамкрелідзе                                                                 | Rustavi 2                         | 20,000ლ                                                      | 23 вересня 2009                                            | 2011                                               | Оригінальний формат (з 4 підказками)                                                                           |
| Данія                                      | Hvem vil være millionær?                             | Пітер Кьяр Джес Дорф Петерсен Ганс Пілґор                                          | TV2                               | 1,000,000Kr                                                  | 1999                                                       |                                                    | Оригінальний формат                                                                                            |
| Еквадор                                    | ¿Quién quiere ser millonario?                        | Альфонсо Еспіноса де лос Монтерос                                                  | Ecuavisa                          | US$25,000 US$50,000                                          | 2001 23 серпня 2009                                        | 2004 28 листопада 2010                             | Оригінальний формат                                                                                            |
| Еквадор                                    | ¿Quién quiere ser millonario? Alta tensión           | Естефані Еспін                                                                     | Ecuavisa                          | US$100,000                                                   | 1 липня 2012                                               | 23 грудня 2012                                     | Формат «Гаряче крісло»                                                                                         |
| Естонія                                    | Kes tahab saada miljonäriks?                         | Ханнес Ворно                                                                       | TV3                               | 1,000,000Kr                                                  | 2002                                                       | 2008                                               | Оригінальний формат                                                                                            |
| Єгипет                                     | المليونير                                            | Джордж Кудра                                                                       | Hayat 2 Hayat 1                   | 1,000,000 ج.م                                                | 20 липня 2012 24 квітня 2013                               | 29 жовтня 2012 Unknown                             | Оригінальний формат і формат гри на час                                                                        |
| Ізраїль                                    | ?מי רוצה להיות מיליונר                               | Йорам Арбель                                                                       | 2 канал 10 канал                  | ₪1,000,000                                                   | 18 листопада 1999 2005                                     | 2003 2006                                          | Оригінальний формат                                                                                            |
| Індія (гінді)                              | Kaun Banega Crorepati                                | Амітабх Баччан                                                                     | STAR Plus                         | 10,000,000 рупій                                             | 3 червня 2000 2005                                         | 2002 2006                                          | Формат з 13-ма запитаннями і формат гри на час Формат «Гаряче крісло» (Гаряче крісло тільки із знаменитостями) |
| Індія (гінді)                              | Kaun Banega Crorepati                                | Амітабх Баччан                                                                     | STAR Plus                         | 20,000,000 рупій                                             | 3 червня 2000 2005                                         | 2002 2006                                          | Формат з 13-ма запитаннями і формат гри на час Формат «Гаряче крісло» (Гаряче крісло тільки із знаменитостями) |
| Індія (гінді)                              | Kaun Banega Crorepati                                | Шахрух Хан                                                                         | STAR Plus                         | Січень 2007                                                  | Квітень 2007                                               |                                                    | Формат з 13-ма запитаннями і формат гри на час Формат «Гаряче крісло» (Гаряче крісло тільки із знаменитостями) |
| Індія (гінді)                              | Kaun Banega Crorepati                                | Амітабх Баччан                                                                     | Sony TV                           | 50,000,000 рупій                                             | 11 жовтня 2010 15 серпня 2011 7 вересня 2012               | 9 грудня 2010 17 листопада 2011                    | Формат з 13-ма запитаннями і формат гри на час Формат «Гаряче крісло» (Гаряче крісло тільки із знаменитостями) |
| Індія (гінді)                              | Kaun Banega Crorepati                                | Амітабх Баччан                                                                     | Sony TV                           | 70,000,000 рупій                                             | 6 вересня 2013                                             |                                                    | Оригінальний формат і формат гри на час (з 5-ма підказками)                                                    |
| Індія (Тамільською)                        | Kodeeshwaran                                         | Сарат Кумар                                                                        | Sun TV                            | 10,000,000 рупій                                             | 2000                                                       | 2004                                               | Оригінальний формат                                                                                            |
| Індія (Тамільською)                        | நீங்களும் வெல்லலாம் ஒரு கோடி                                    | Сурія (1 сезон) Пракаш Радж (2 сезон)                                              | STAR Vijay                        | 10,000,000 рупій                                             | 27 лютого 2012 (Season 1) March 11, 2013 (Season 2)        | липня 2012                                         | Оригінальний формат і формат гри на час                                                                        |
| Індія (Каннада)                            | ಕನ್ನಡದ ಕೋಟ್ಯಾಧಿಪತಿ                                         | Пуніт Раджкумар                                                                    | Suvarna TV                        | 10,000,000 рупій                                             | 12 березня 2012                                            | 28 липня 2012                                      | Оригінальний формат і формат гри на час                                                                        |
| Індія (Малаялам)                           | നിങ്ങൾക്കും ആകാം കോടീശ്വരൻ                                     | Суреш Хопі                                                                         | Asianet                           | 10,000,000 рупій                                             | 9 квітня 2012 / 4 березня 2013                             | 23 серпня 2012 / 18 липня 2013                     | Оригінальний формат і формат гри на час                                                                        |
| Індія (Маратхі)                            | 'कोण होईल मराठी करोडपती                                    | Сачін Хедекар                                                                      | ETV Marathi                       | 10,000,000 рупій                                             | 8 травня 2013                                              | TBA                                                | Оригінальний формат і формат гри на час                                                                        |
| Індія (Бенгалі)                            | কে হবে বাংলার কোটিপতি                                        | Саурав Ганґулі                                                                     | Mahuaa Bangla                     | 10,000,000 рупій                                             | 4 червня 2011                                              |                                                    | Оригінальний формат                                                                                            |
| Індія (Бходжпурі)                          | के बनी क्रोरेपती                                           | Шатруґхан Сінха                                                                    | Mahuaa TV                         | 10,000,000 рупій                                             | 6 червня 2011                                              | 12 серпня 2011                                     | Оригінальний формат                                                                                            |
| Індонезія                                  | Who wants to be a millionaire?                       | Тантові Яхья                                                                       | RCTI                              | Rp.1,000,000,000                                             | 4 серпня 2001                                              | 2005                                               | Оригінальний формат (з 4-ма підказками від першої неспалимої суми)                                             |
| Індонезія                                  | Super Milyarder 3 Milyar                             | Діан Састровардойо                                                                 | ANTV                              | Rp.3,000,000,000                                             | 24 вересня 2006                                            | 21 січня 2007                                      | Оригінальний формат (з 4-ма підказками від першої неспалимої суми)                                             |
| Індонезія                                  | Who Wants To Be a Millionaire Hot Seat               | Ферді Хасан                                                                        | RCTI                              | Rp.500,000,000                                               | 13 вересня 2010                                            | 31 жовтня 2010                                     | Формат «Гаряче крісло»                                                                                         |
| Ірландія                                   | Who Wants to Be a Millionaire?                       | Гей Борн                                                                           | RTÉ                               | IR£1,000,000                                                 | 2000                                                       | 2002                                               | Оригінальний формат                                                                                            |
| Ірландія                                   | Who Wants to Be a Millionaire?                       | Гей Борн                                                                           | RTÉ                               | €1,000,000                                                   | 2000                                                       | 2002                                               | Оригінальний формат                                                                                            |
| Ісландія                                   | Viltu vinna milljón?                                 | Тронстейн Джей                                                                     | Stöð 2                            | 1,000,000Kr                                                  | 26 грудня 2000                                             | 2005                                               | Оригінальний формат                                                                                            |
| Ісландія                                   | Viltu vinna milljón?                                 | Йонас Р. Йонссон                                                                   | Stöð 2                            | 5,000,000Kr                                                  | 26 грудня 2000                                             | 2005                                               | Оригінальний формат                                                                                            |
| Іспанія                                    | ¿Quiere ser millonario? 50 por 15                    | Карлос Собера                                                                      | Telecinco                         | 50,000,000₧                                                  | 19 квітня 1999                                             | 2001                                               | Формат з 12-ма запитаннями                                                                                     |
| Іспанія                                    | ¿Quién quiere ser millonario?                        | Карлос Собера Антоніо Ґаррідо                                                      | Antena 3                          | €1,000,000                                                   | 25 липня 2005 18 травня 2009                               | Травень 2008 Липень 2009                           | Формат з 12-ма запитаннями                                                                                     |
| Іспанія                                    | ¿Quién quiere ser El millonario?                     | Нурія Рока                                                                         | laSexta                           | €100,000                                                     | 15 лютого 2012                                             | 31 липня 2012 (повтори)                            | Формат «Гаряче крісло»                                                                                         |
| Італія                                     | Chi vuol essere miliardario?                         | Джеррі Скотті                                                                      | Canale 5                          | 1,000,000,000₤                                               | 18 травня 2000                                             | 4 листопада 2001                                   | Оригінальний формат (з однією неспалимою сумою)                                                                |
| Італія                                     | Chi vuol essere milionario?                          | Джеррі Скотті                                                                      | Canale 5                          | €1,000,000                                                   | 11 березня 2002                                            | 29 липня 2011                                      | Оригінальний формат (з однією неспалимою сумою)                                                                |
| Італія                                     | Chi vuol essere milionario? – Edizione Straordinaria | Джеррі Скотті                                                                      | Canale 5                          | €1,000,000                                                   | 15 грудня 2008                                             | 29 березня 2009                                    | Оригінальний формат (з однією неспалимою сумою)                                                                |
| Казахстан                                  | Кто возьмёт миллион?                                 | Євгеній Жуманов Серік Акишев Іскіндір Сегібаєв                                     | KTK Khabar El-Arna                | ₸5,000,000                                                   | 2002                                                       | 2006                                               | Оригінальний формат                                                                                            |
| Аскендер Серкебаєв Досимбек Утегалієв2×TBA |                                                      |                                                                                    |                                   |                                                              |                                                            |                                                    | |
| Камбоджа                                   | អ្នកនឹងក្លាយជាសេដ្ឋី                                         | Маркет Сета                                                                        | CTN                               | ៛100,000,000                                                 | 29 червня 2013                                             |                                                    | Оригінальний формат                                                                                            |
| Канада (англійською)                       | Who Wants to Be a Millionaire: Canadian Edition      | Памела Валлін                                                                      | CTV                               | CA$1,000,000                                                 | Вересень 2000                                              | Вересень 2000                                      | Оригінальний формат                                                                                            |
| Кенія                                      | Who Wants to Be a Millionaire?                       | Фаяз Курейші                                                                       | KTN                               | 5,000,000Ksh                                                 | 13 жовтня 2000                                             | невідомо                                           | Оригінальний формат                                                                                            |
| Киргизстан                                 | Миллионер болгуң келеби?                             | Еркін Рискулбєков                                                                  | КТРК                              | 3,000,000 сомов                                              | 4 вересня 2016                                             |                                                    | Оригінальний формат                                                                                            |
| КНР                                        | 百万智多星                                           | Лі Фан                                                                             | GuiZhou TV                        | CN¥1,000,000                                                 | 27 вересня 2007                                            | 2008                                               | Оригінальний формат                                                                                            |
| Колумбія                                   | ¿Quién quiere ser millonario?                        | Паулу Ласерна Філліпс                                                              | Canal Caracol                     | CO$200,000,000 CO$300,000,000                                | 2 вересня 2000                                             | 2011                                               | Оригінальний формат (з 4 підказками)                                                                           |
| Колумбія                                   | ¿Quién quiere ser millonario?                        | Паулу Ласерна Філліпс                                                              | RCN                               | CO$200,000,000 CO$300,000,000                                | 10 березня 2013                                            |                                                    | Оригінальний формат                                                                                            |
| Коста-Рика                                 | ¿Quién quiere ser millonario?                        | Іґнасіо Сантос Пасамонтес                                                          | Teletica                          | ₡25,000,000 ₡30,000,000                                      | 3 лютого 2009                                              | 2013                                               | Оригінальний формат (з 4 підказками та однією неспалимою сумою)                                                |
| Кот-д'Івуар                                | Qui veut gagner des millions?                        | Бамба Бакарі Івес Зоґбо                                                            | RTI                               | CFA30,000,000                                                | 8 жовтня 2010                                              | Невідомо                                           | Оригінальний формат                                                                                            |
| Іракський Курдистан                        | Milyoner                                             | Шуан Гако                                                                          | Канал 4                           | 100,000,000IQD                                               | Листопад 2009                                              | Невідомо                                           | Оригінальний формат (з 4 неспалимими сумами)                                                                   |
| Латвія                                     | Gribi būt miljonārs?                                 | Мартінс Кібільдс Ґіртс Лісіс                                                       | TV3                               | 50,000Ls.                                                    | 2002                                                       | 2008                                               | Оригінальний формат                                                                                            |
| Литва                                      | Kas laimės milijoną?                                 | Хенрікас Вайтекунас Вітаутас Кярнагіс                                              | TV3                               | 1,000,000Lt.                                                 | 16 травня 2002                                             | 18 серпня 2005                                     | Оригінальний формат                                                                                            |
| Північна Македонія                         | Кој сака да биде милионер?                           | Сашо Макановський-Трендо                                                           | A1                                | 4,000,000ден                                                 | 2004                                                       | 2009                                               | Оригінальний формат                                                                                            |
| Малайзія                                   | Who Wants to Be a Millionaire?                       | Джалалуддін Хасан                                                                  | NTV7                              | RM1,000,000                                                  | 5 липня 2000                                               | 2002                                               | Оригінальний формат                                                                                            |
| Малайзія                                   | 百万富翁                                             | Віктор Ґу                                                                          | NTV7                              | RM1,000,000                                                  | 2001                                                       | 2003                                               | Оригінальний формат                                                                                            |
| Мексика                                    | ¿Quién quiere ser millonario?                        | Пабло Латапі                                                                       | Azteca                            | MX$3,000,000 \|MX$1,500,000                                  | 23 березня 2010 2012                                       | 2010 2012                                          | Оригінальний формат                                                                                            |
| Молдова                                    | Vrei să fii milionar?                                | Ден Неґру                                                                          | Prime TV                          | MDL1,000,000                                                 | 4 грудня 2011                                              | Невідомо                                           | Оригінальний формат                                                                                            |
| Нідерланди                                 | Weekend Miljonairs                                   | Роберт тен Брінк Йерун ван дер Бум                                                 | SBS 6 RTL 4                       | ƒ1,000,000 €1,000,000                                        | 6 лютого 1999                                              | 6 лютого 2006                                      | Формат із 12-ма запитаннями та Формат гри на час (з 4-ма підказками від другої неспалимої суми)                |
| Нідерланди                                 | Lotto Weekend Miljonairs                             | Роберт тен Брінк Йерун ван дер Бум                                                 | SBS 6 RTL 4                       | ƒ1,000,000 €1,000,000                                        | 4 березня 2006 12 березня 2011                             | 24 травня 2008 Невідомо                            | Формат із 12-ма запитаннями та Формат гри на час (з 4-ма підказками від другої неспалимої суми)                |
| Нігерія                                    | Who Wants to Be a Millionaire?                       | Франк Едоґо                                                                        | NTA                               | ₦10,000,000                                                  | 2004                                                       |                                                    | Оригінальний формат                                                                                            |
| Німеччина                                  | Wer wird Millionär?                                  | Гюнтер Яух                                                                         | RTL                               | DM1,000,000 €1,000,000 €2,000,000 (Спецвипуски - осінь 2013) | September 3, 1999                                          |                                                    | Ризиковий формат                                                                                               |
| Нова Зеландія                              | Who Wants to Be a Millionaire?                       | Майк Госкінґ                                                                       | TV ONE                            | NZ$1,000,000                                                 | 2008                                                       | Невідомо                                           | Оригінальний формат (з 4-ма підказками від другої неспалимої суми)                                             |
| Норвегія                                   | Vil du bli millionær?                                | Арве Юрітцен Фрітьоф Вільборн Сара Наташа Мьольбю                                  | TV2                               | 2,000,000Kr                                                  | 10 січня 2000                                              | 2008                                               | Оригінальний формат                                                                                            |
| Норвегія                                   | Vil du bli millionær? Hotseat                        | Сара Наташа Мьольбю                                                                | TV2                               | 2,000,000Kr                                                  | 2009                                                       | 2011                                               | Формат «Гаряче крісло»                                                                                         |
| Пакистан                                   | Kya Aap Banaingay Crorepati?                         | Моїн Ахтар                                                                         | ARY Digital                       | ₨10,000,000                                                  | 2003                                                       | 2004                                               | Оригінальний формат                                                                                            |
| Панама                                     | ¿Quién quiere ser millonario?                        | Атеноґенес Родріґес                                                                | Telemetro                         | B/.100,000                                                   | 9 липня 2009                                               | 29 грудня 2011                                     | Оригінальний формат                                                                                            |
| Перу                                       | ¿Quién quiere ser millonario?                        | Ґвідо Ломбарді                                                                     | Red Global                        | 1,000,000S/.                                                 | 2001                                                       | 2002                                               | Оригінальний формат                                                                                            |
| Південна Корея                             | 퀴즈쇼 밀리어네어                                    | Кім Кап Су                                                                         | tvN                               | ₩500,000,000                                                 | 2013                                                       | Невідомо                                           | Формат гри на час                                                                                              |
| ПАР                                        | Who wants to be a millionaire?                       | Джеремі Меґґс                                                                      | M-NET                             | R1,000,000                                                   | 2000                                                       | 2005                                               | Оригінальний формат                                                                                            |
| Польща                                     | Milionerzy                                           | Хуберт Урбанський                                                                  | TVN                               | 1,000,000zł                                                  | 3 вересня 1999 19 січня 2008 2017                          | 26 січня 2003 19 грудня 2010                       | Формат із 12-ма запитаннями і ризиковий формат                                                                 |
| Португалія                                 | Quem quer ser milionário?                            | Карлуш Круж                                                                        | RTP 1                             | 50,000,000$00                                                | Січень 2000                                                | Травень 2000                                       | Оригінальний формат                                                                                            |
| Португалія                                 | Quem quer ser milionário?                            | Марія Еліза Домінґеш                                                               | RTP 1                             | 50,000,000$00                                                | Вересень 2000                                              | Січень 2001                                        | Оригінальний формат                                                                                            |
| Португалія                                 | Quem quer ser milionário?                            | Діоґу Інфанте                                                                      | RTP 1                             | 50,000,000$00                                                | Січень 2001                                                | Квітень 2001                                       | Оригінальний формат                                                                                            |
| Португалія                                 | Quem quer ser milionário?                            | Жорже Ґабріел                                                                      | RTP 1                             | €250,000                                                     | Вересень 2003 Січень 2008                                  | Січень 2005 Червень 2008                           | Оригінальний формат                                                                                            |
| Португалія                                 | Quem quer ser milionário?                            | Мануела Мора Ґедеш                                                                 | RTP 1                             | €100,000                                                     | 23 вересня 2013                                            |                                                    | Оригінальний формат                                                                                            |
| Португалія                                 | Quem quer ser milionário? Alta Pressão               | Жозе Карлуш Малату                                                                 | RTP 1                             | €100,000                                                     | 5 липня 2010                                               | 16 вересня 2011                                    | Формат «Гаряче крісло»                                                                                         |
| Росія                                      | О, счастливчик!                                      | Дмитро Дібров Киселёва, Мария Александровна                                        | НТВ                               | 1,000,000руб                                                 | 1 жовтня 1999                                              | 28 січня 2001                                      | Оригінальний формат                                                                                            |
| Росія                                      | Кто хочет стать миллионером?                         | Галкін Максим Олександрович Дмитро Дібров                                          | Перший канал                      | 1,000,000руб 3,000,000руб                                    | 19 лютого 2001                                             |                                                    | Оригінальний формат і ризиковий формат                                                                         |
| Румунія                                    | Vrei să fii miliardar?                               | Вірджіл Лянцу                                                                      | Prima TV                          | 1,000,000,000 lei                                            | 2000                                                       | 2003                                               | Оригінальний формат                                                                                            |
| Румунія                                    | Vrei să fii milionar?                                | Вірджіл Лянцу                                                                      | Kanal D                           | 1,000,000 lei                                                | 24 серпня 2011                                             | 29 листопада 2012                                  | Оригінальний формат (з 4-ма підказками після другої неспалимої суми)                                           |
| Сербія                                     | Želite li da postanete milioner?                     | Іван Зельковіч                                                                     | BKTV                              | 3,000,000din.                                                | 2002                                                       | 2006                                               | Оригінальний формат (з 4-ма підказками після першої неспалимої суми)                                           |
| Сербія                                     | Želite li da postanete milioner?                     | Іван Зельковіч                                                                     | B92 TV Nacionalna Prva (кол. Fox) | 5,000,000din                                                 | 2007 2010                                                  | 2009 2011                                          | Оригінальний формат (з 4-ма підказками після першої неспалимої суми)                                           |
| Сербія                                     | Želite li da postanete milioner?                     | Іван Зельковіч                                                                     | Nova S                            | 5,000,000din                                                 | 2022                                                       |                                                    | Оригінальний формат (з 4-ма підказками після першої неспалимої суми)                                           |
| Сальвадор                                  | ¿Quién quiere ser millonario?                        | Віллі Мальдонадо                                                                   | Telecorporación Salvadoreña       | US$200,000                                                   | 3 березня 2010                                             |                                                    | Оригінальний формат                                                                                            |
| Сінгапур                                   | 百万大赢家                                           | Чао Чі Тай                                                                         | MediaCorp TV Channel 8            | S$1,000,000                                                  | 15 серпня 2001                                             | 2004                                               | Оригінальний формат                                                                                            |
| Сінгапур                                   | Who Wants to Be a Millionaire?                       | Марк Ван Куленберґ                                                                 | MediaCorp TV Channel 5            | S$1,000,000                                                  | 18 квітня 2001                                             | 2002                                               | Оригінальний формат                                                                                            |
| Словаччина                                 | Milionár                                             | Мартін Нікодім                                                                     | Markíza                           | 1,000,000Sk 5,000,000Sk                                      | 2000                                                       | 2006                                               | Оригінальний формат (з 4-ма підказками)                                                                        |
| Словаччина                                 | Milionár                                             | Івета Малаховська                                                                  | Jednotka                          | 10,000,000Sk                                                 | 2007                                                       | 26 березня 2008                                    | Оригінальний формат (з 4-ма підказками)                                                                        |
| Словенія                                   | Lepo je biti milijonar - Kviz z Jonasom              | Йонас Жнідарічіч                                                                   | POP TV                            | 10,000,000SIT                                                | 2000                                                       | 2003                                               | Оригінальний формат                                                                                            |
| Словенія                                   | Lepo je biti milijonar                               | Боштіан Ромі                                                                       | POP TV                            | 15,000,000SIT                                                | 2003                                                       | 2005                                               | Оригінальний формат                                                                                            |
| Словенія                                   | Milijonar                                            | Йонас Жнідарічіч                                                                   | RTV Slovenia                      | €100,000                                                     | 2007                                                       | 2008                                               | Оригінальний формат                                                                                            |
| США                                        | Who Wants to Be a Millionaire?                       | Реджіс Філбін                                                                      | ABC                               | US$1,000,000                                                 | 16 серпня 1999                                             | 27 червня 2002                                     | |
| США                                        | Who Wants to Be a Millionaire?                       | Реджіс Філбін                                                                      | ABC                               | US$1,000,000                                                 | 16 серпня 1999                                             | 27 червня 2002                                     | Оригінальний формат                                                                                            |
| США                                        | Who Wants to Be a Millionaire?                       | Реджіс Філбін                                                                      | ABC                               | US$1,000,000                                                 | 30 листопада 2009                                          | 4 грудня 2009                                      | Оригінальний формат і формат гри на час                                                                        |
| США                                        | Who Wants to Be a Millionaire?                       | Мередіт Вієйра (2002–13) Седрік «Розважальник» (2013-) Террі Крюс & Chris Harrison | телевізійна синдикація            | US$1,000,000                                                 |                                                            |                                                    | Оригінальний формат і формат гри на час                                                                        |
| США                                        | Who Wants to Be a Millionaire?                       | Мередіт Вієйра (2002–13) Седрік «Розважальник» (2013-) Террі Крюс & Chris Harrison | телевізійна синдикація            | US$1,000,000                                                 | 16 вересня 2002                                            | 27 листопада 2009                                  | Оригінальний формат і формат гри на час                                                                        |
| США                                        | Who Wants to Be a Millionaire?                       | Мередіт Вієйра (2002–13) Седрік «Розважальник» (2013-) Террі Крюс & Chris Harrison | телевізійна синдикація            | US$1,000,000                                                 | 7 грудня 2009                                              |                                                    | Формат перемішаних сум                                                                                         |
| Таїланд                                    | เกมเศรษฐี                                             | Трейпоп Лімпрапат                                                                  | ThaiTV 3 ITV TITV                 | 1,000,000฿                                                   | 4 березня 2000                                             | 14 січня 2008                                      | Формат з 12-ма запитаннями                                                                                     |
| Тайвань                                    | 超級大富翁                                           | Се Чжень Ву                                                                        | TTV                               | NT$1,000,000                                                 | 2000                                                       | 2006                                               | Оригінальний формат                                                                                            |
| Туреччина                                  | Kim 500 Milyar İster?                                | Кенан Ішік                                                                         | Show TV Kanal D                   | 500,000,000,000TL                                            | 7 березня 2000                                             | 2004                                               | Оригінальний формат                                                                                            |
| Туреччина                                  | Kim 500 Bin İster?                                   | Кенан Ішік Халюк Більґінер                                                         | Show TV                           | 500,000YTL                                                   | 2005                                                       | 2007                                               | Оригінальний формат                                                                                            |
| Туреччина                                  | Kim bir Milyon İster?                                | Кенан Ішік                                                                         | Star TV                           | 1,000,000YTL                                                 | 1 лютого 2008                                              | 2009                                               | Формат із 16-ма запитаннями (з 4-ма підказками після другої неспалимої суми)                                   |
| Туреччина                                  | Kim Milyoner Olmak İster                             | Кенан Ішік                                                                         | aTV                               | 1,000,000YTL                                                 | 2 серпня 2011                                              |                                                    | Формат із 12-ма запитаннями та Формат гри на час (з 4-ма підказками після другої неспалимої суми)              |
| Selçuk Yöntem                              |                                                      |                                                                                    |                                   |                                                              |                                                            |                                                    | |
| Мурат Їлдирим                              |                                                      |                                                                                    |                                   |                                                              |                                                            |                                                    | |
| Уганда                                     | Who Wants to Be a Millionaire?                       | Алан Касуйя                                                                        | NTV                               | 25,000,000USh                                                | 31 січня 2011                                              | Невідомо                                           | Оригінальний формат                                                                                            |
| Угорщина                                   | Legyen Ön is milliomos!                              | Іштван Ваґо                                                                        | RTL Klub                          | 25,000,000Ft                                                 | 29 лютого 2000                                             | 29 лютого 2008                                     | Оригінальний формат                                                                                            |
| Угорщина                                   | Legyen Ön is milliomos!                              | Іштван Ваґо                                                                        | RTL Klub                          | 40,000,000Ft                                                 | 29 лютого 2000                                             | 29 лютого 2008                                     | Оригінальний формат                                                                                            |
| Угорщина                                   | Legyen Ön is milliomos!                              | Шандор Фабрі                                                                       | RTL Klub                          | 17 вересня 2009                                              | 18 лютого 2010                                             |                                                    | Оригінальний формат                                                                                            |
| Угорщина                                   | Legyen Ön is milliomos!                              | Шандор Фрідерікус                                                                  | RTL Klub                          | 29 лютого 2012                                               | 30 травня 2012                                             |                                                    | Оригінальний формат                                                                                            |
| Угорщина                                   | Legyen Ön is milliomos!                              | Шандор Фрідерікус                                                                  | RTL II                            | 1 жовтня 2012                                                |                                                            |                                                    | Оригінальний формат                                                                                            |
| Угорщина                                   | Legyen Ön is milliomos!                              | Габор Гундел ТакачТВА                                                              | RTL II                            |                                                              |                                                            |                                                    | |
| Угорщина                                   | Legyen Ön is milliomos! - felpörgetve                | Шандор Фабрі                                                                       | RTL Klub                          | 18 березня 2010                                              | 27 травня 2010                                             | Формат «Гаряче крісло»                             | |
| Україна                                    | Перший мільйон                                       | Данило Яневський Анатолій Борсюк Остап Ступка                                      | 1+1                               | 1,000,000₴                                                   | 10 листопада 2000 Квітень 2003 Січень 2005                 | Липень 2002 Грудень 2003 Счень 2006                | Оригінальний формат                                                                                            |
| Україна                                    | Мільйонер — Гаряче крісло                            | Володимир Зеленський                                                               | Інтер                             | 1,000,000₴                                                   | 15 лютого 2011                                             | 13 серпня 2011                                     | Формат «Гаряче крісло»                                                                                         |
| Україна                                    | Хто хоче стати мільйонером?                          | Станіслав Боклан                                                                   | ICTV                              | 1,000,000₴                                                   | 29 листопада 2021                                          |                                                    | Оригінальний формат                                                                                            |
| Уругвай                                    | ¿Quién quiere ser millonario?                        | Андрес Тюліпано                                                                    | Teledoce                          | US$40,000                                                    | 2001                                                       | раніше, ніж 2002                                   | Оригінальний формат                                                                                            |
| Філіппіни                                  | Who Wants to Be a Millionaire?                       | Крістофер де Леон                                                                  | IBC                               | ₱2,000,000                                                   | 20 листопада 2000                                          | 14 грудня 2002                                     | Оригінальний формат                                                                                            |
| Філіппіни                                  | Who Wants to Be a Millionaire?                       | Вік Сотто                                                                          | TV5                               | ₱2,000,000                                                   | 23 травня 2009 15 травня 2011 1 липня 2012 15 вересня 2013 | 2 жовтня 2010 26 лютого 2012 7 жовтня 2012 наш час | Оригінальний формат і ризиковий формат (з 4-ма підказками)                                                     |
| Фінляндія                                  | Haluatko miljonääriksi?                              | Лассе Лехтінен                                                                     | Nelonen                           | 1,000,000mk €200,000                                         | 1999                                                       | 2005                                               | Оригінальний формат                                                                                            |
| Фінляндія                                  | Haluatko miljonääriksi?                              | Влле Клінґа                                                                        | MTV3                              | €1,000,000                                                   | 2005                                                       | 2007                                               | Оригінальний формат                                                                                            |
| Jaajo Linnonmaa                            |                                                      |                                                                                    |                                   |                                                              |                                                            |                                                    | |
| Франція                                    | Qui veut gagner des millions ?                       | Жан-П'єр Фуко                                                                      | TF1                               | 3,000,000₣ 4,000,000₣ 1,000,000€                             | 3 липня 2000                                               |                                                    | Формат з 12-ма запитаннями                                                                                     |
| Хорватія                                   | Tko želi biti milijunaš?                             | Тарік Філіповіч                                                                    | HRT 1                             | 1,000,000Kn                                                  | 24 березня 2002                                            | 3 липня 2010                                       | Оригінальний формат                                                                                            |
| Чехія                                      | Chcete být milionářem?                               | Владімір Чех Ондржей Хейма Мартін Прейс                                            | Nova TV                           | 10,000,000Kč                                                 | 2000                                                       | 2005                                               | Оригінальний формат (4 підказка після другої неспалимої суми)                                                  |
| Чехія                                      | Milionář                                             | Роман Шмуцлер                                                                      | TV Prima                          | 2,000,000Kč                                                  | 2008                                                       | Невідомо                                           | Оригінальний формат (4 підказка після другої неспалимої суми)                                                  |
| Марек Вашут                                |                                                      |                                                                                    |                                   |                                                              |                                                            |                                                    | |
| Чилі                                       | ¿Quién quiere ser millonario?                        | Дон Франсіско Серхіо Лагос                                                         | 13 канал                          | CL$100,000,000 CL$65,000,000                                 | Квітень 2001                                               | 2003                                               | Оригінальний формат                                                                                            |
| Чилі                                       | ¿Quién merece ser millonario?                        | Дон Франсіско                                                                      | 13 канал                          | CL$120,000,000                                               | 2006                                                       | 2008                                               | Оригінальний формат (з 4 підказками)                                                                           |
| Чилі                                       | ¿Quién merece ser millonario?                        | Серхіо Лаґос                                                                       | 13 канал                          | CL$120,000,000                                               | September 2, 2010                                          | December 30, 2010                                  | Оригінальний формат (з 4 підказками)                                                                           |
| Чилі                                       | ¿Quién quiere ser millonario?: Alta tensión          | Діана Болокко Серхіо Лагос                                                         | 13 канал                          | CL$120,000,000                                               | 6 січня 2011                                               | 2012                                               | Формат «Гаряче крісло»                                                                                         |
| Крістіан де ла Фуенте=TBA                  |                                                      |                                                                                    |                                   |                                                              |                                                            |                                                    | |
| Швейцарія                                  | Wer wird Millionär?                                  | Рене Ріндлісбахер                                                                  | TV3                               | SFr1,000,000                                                 | 27 березня 2000                                            | 2001                                               | ризиковий формат                                                                                               |
| Швейцарія                                  | Wer wird Millionär?                                  | Клаудіо Цукколіні                                                                  | 3+                                | SFr1,000,000                                                 | 29 листопада 2011                                          | 13 грудня 2011                                     | ризиковий формат                                                                                               |
| Швеція                                     | Vem vill bli miljonär?                               | Бенґт Маґнуссон                                                                    | TV4                               | 10,000,000Kr                                                 | 21 січня 2000                                              | 2003                                               | ризиковий формат                                                                                               |
| Швеція                                     | Postkodmiljonären                                    | Рікард Сьорберг                                                                    | TV4                               | 1,000,000kr                                                  | 2005                                                       |                                                    | ризиковий формат                                                                                               |
| Шрі-Ланка (сингальською)                   | ඔබ ද ලක්ෂපති මම ද ලක්ෂපති                                | Чандана Суріябандара                                                               | Sirasa TV                         | Rs.2,000,000                                                 | 18 вересня 2010                                            |                                                    | Оригінальний формат                                                                                            |
| Шрі-Ланка (тамільською)                    | உங்களில் யார் மகா இலட்சாதிபதி                                  | Балендран Кандібан                                                                 | Shakthi TV                        | Rs.2,000,000                                                 | Травень 2011                                               |                                                    | Оригінальний формат                                                                                            |
| Шрі-Ланка                                  | Who Wants to Be a Millionaire?                       | Ріяз (Шак) Шах Джахан                                                              | MTV Sports                        | Rs.2,000,000                                                 | 12 травня 2012                                             |                                                    | Оригінальний формат                                                                                            |
| Японія                                     | クイズ＄ミリオネア                                   | Монта Міно                                                                         | Fuji TV                           | ¥10,000,000                                                  | 20 квітня 2000                                             |                                                    | Формат гри на час                                                                                              |

## Виноски
1. ↑  Архівована копія. Архів оригіналу за 29 листопада 2014. Процитовано 11 лютого 2014.{{cite web}}:  Обслуговування CS1: Сторінки з текстом «archived copy» як значення параметру title (посилання) [Архівовано 2014-11-29 у Wayback Machine.]
2. ↑  Архівована копія. Архів оригіналу за 10 серпня 2013. Процитовано 11 лютого 2014.{{cite web}}:  Обслуговування CS1: Сторінки з текстом «archived copy» як значення параметру title (посилання) [Архівовано 2013-08-10 у Wayback Machine.]
3. ↑  KBC to air on ETV Marathi.
4. ↑  Архівована копія. Архів оригіналу за 5 липня 2014. Процитовано 11 лютого 2014.{{cite web}}:  Обслуговування CS1: Сторінки з текстом «archived copy» як значення параметру title (посилання) [Архівовано 2014-07-05 у Wayback Machine.]
5. ↑  Mok, Sew Kuen (2003). Populariti program games show : suatu fenomena baru dalam kajian audiens TV Di Malaysia (PDF). Dept of Media Studies, Faculty of Arts and Social Sciences. Universiti Malaya. Процитовано 6 грудня 2012.
6. ↑  Архівована копія. Архів оригіналу за 16 серпня 2016. Процитовано 11 лютого 2014.{{cite web}}:  Обслуговування CS1: Сторінки з текстом «archived copy» як значення параметру title (посилання) [Архівовано 2016-08-16 у Wayback Machine.]